# Ortschaum

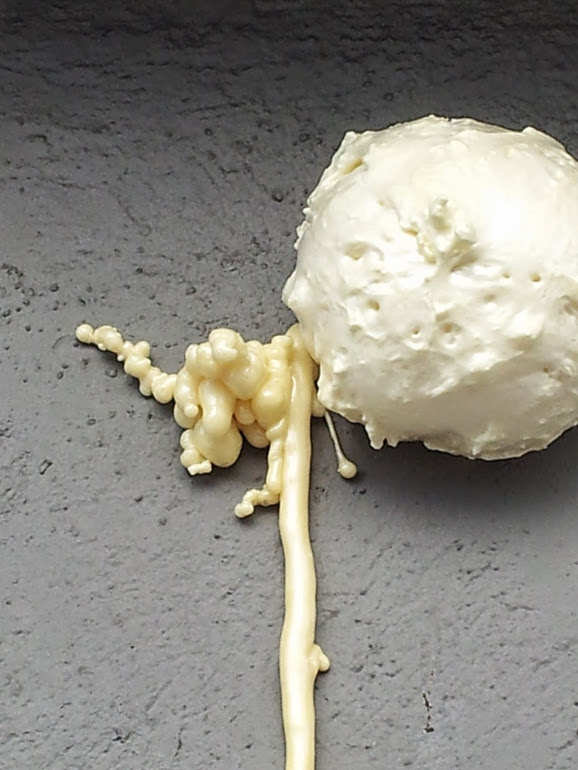
Ausgehärteter Ortschaum

Als Ortschaum wird im Bauwesen – analog zum Ortbeton – ein Schaum bezeichnet, der erst am Einbauort hergestellt wird. Solange er flüssig ist, kann er lückenlos in Hohlräume fließen, sich Fugen anpassen oder waagrecht nivelliert werden. Erst nach der Aushärtezeit ist er mechanisch stabil. Er steht damit im Kontrast zu (Hart-)Schaumplatten, Elastomerschaumbändern und rieselfähigen Polystyrol-Schaumkugeln, die fertig konfektioniert ab Fabrik angeliefert werden.
Ortschäume werden eingesetzt zur Befestigung, Abdichtung, Wärme- und Schalldämmung.
Ein häufiger Einsatz für den Ortschaum ist der Montageschaum für das Fixieren und Eindichten von Tür- und Fensterstöcken, typisch aus Polyurethan. Eine andere Anwendung für Ortschäume sind Wärmedämmungen von zweischaligem Mauerwerk oder auch zweischaligen Holzwänden.
Ortschäume können sowohl auf organischer (Kunststoff-, Polymer-)Basis als auch rein mineralisch sein, wie z. B. der Magnesiumoxychloridzement-Ortschaum.
Ortschäume werden auch im Brandschutz verwendet, etwa für Brandschotts, wo Kabel oder Rohre Wände durchdringen.